# ناتان استیورات-جارت
ناتان استیورات-جارت (به انگلیسی: Nathan Stewart-Jarrett) (زاده ۴ دسامبر ۱۹۸۵) بازیگر انگلیسی است.
از کارهای معروف او می‌توان به بازی در فیلم ویتا و ویرجینیا و بحث و جدل اشاره کرد.